# Rhipidia commelina
Rhipidia commelina är en tvåvingeart som först beskrevs av Alexander 1946.  Rhipidia commelina ingår i släktet Rhipidia och familjen småharkrankar. Inga underarter finns listade i Catalogue of Life.